# Dmitri Medvédev
Dmitri Anatólievich Medvédev (en ruso: Дмитрий Анатольевич Медведев; pronunciado [ˈdmʲitrʲɪj ɐnɐˈtolʲjɪvʲɪtɕ mʲɪˈdvʲedʲɪf] (escucharⓘ); Leningrado, actual San Petersburgo, 14 de septiembre de 1965) es un abogado, político y empresario ruso que se desempeñó como presidente de Rusia entre 2008 y 2012 y primer ministro  de 2012 a 2020. El 15 de enero de 2020 renunció a su cargo y pasó a ocupar el puesto de vicepresidente del Consejo de Seguridad del país.
Medvédev fue elegido presidente en las elecciones de 2008. Era visto como más liberal que su predecesor Vladímir Putin, quien fue primer ministro en la presidencia de Medvédev. La agenda de Medvédev como presidente era un amplio programa de modernización, destinado a modernizar la economía y la sociedad de Rusia, y disminuir la dependencia del país del petróleo y el gas. Durante el mandato de Medvédev, Estados Unidos y Rusia firmaron el tratado de reducción de armas nucleares New START. Rusia ganó la guerra ruso-georgiana y se recuperó de la Gran Recesión. Medvedev también lanzó una campaña contra la corrupción, pero más tarde fue acusado de corrupción.
Cumplió un solo mandato en el cargo y fue sucedido por Putin tras las elecciones presidenciales de 2012. Putin nombró entonces a Medvédev como primer ministro. Dimitió junto con el resto del gobierno el 15 de enero de 2020 para permitir que Putin realizara cambios constitucionales radicales y fue sucedido por Mijaíl Mishustin el 16 de enero de 2020. Putin nombró a Medvédev el mismo día para el nuevo cargo de vicepresidente del Consejo de Seguridad. 
Para algunos analistas, la presidencia de Medvédev parecía prometer cambios positivos tanto en casa como en los lazos con Occidente, señalando "la posibilidad de un nuevo período más liberal en la política rusa". Sin embargo, desde el preludio de la invasión rusa de Ucrania, ha adoptado posiciones cada vez más agresivas y antioccidentales.  Los observadores, tanto nacionales como internacionales, sugirieron que la ruptura con la retórica del pasado se debía a que Medvédev intentaba cambiar su imagen pública como un subordinado moderado de Putin.  Es considerado por muchas fuentes como un potencial sucesor de Putin.

## Primeros años y estudios

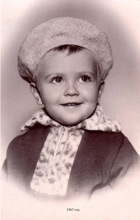
Dmitri Medvédev en 1967 con aproximadamente dos años.

El padre de Medvédev, Anatoli Afanásevich Medvédev (noviembre de 1926 - 2004), fue profesor en el Instituto de Tecnología de Leningrado. Su madre es Yulia Veniaminovna Medvédeva (apellido de soltera Sháposhnikova, 21 de noviembre de 1939), criándose en el distrito de Kupchino en Leningrado. Sus abuelos maternos eran ucranianos, cuyo apellido era Kovalev, originalmente Koval. Las raíces genealógicas de Medvédev se remontan a la región de Belgorod.
Medvédev fue un excelente estudiante en la escuela secundaria. Fue miembro del Komsomol, la organización juvenil del PCUS, desde 1979 hasta 1991. Su futura esposa, Svetlana Linnik, fue su compañera de clase. Durante sus estudios en la universidad se afilió al Partido Comunista. Medvédev destacó en los deportes, particularmente en el levantamiento de peso olímpico, además de ser un fanático del rock inglés tal como Black Sabbath y Deep Purple.
Se graduó en la Facultad de Derecho de la Universidad Estatal de Leningrado en 1987 (junto con Iliá Yeliseyev, Antón Aleksándrovich Ivanov, Nikolái Vinnichenko y Konstantín Chuichenko) y en 1990 recibió su Kandidat nauk (grado honorífico) en derecho privado de graduación en la misma universidad. Anatoli Sobchak, un demócrata de principios de los 80, fue uno de sus profesores. En 1988, Medvédev se unió al bando demócrata de Sobchak y lo ayudó en su campaña electoral para lograr un puesto en el parlamento soviético, el Congreso del Pueblo de la Unión Soviética.
En 1991 fue coautor del primer libro de enseñanza de derecho civil en la era post-comunista, mismo que se continúa empleando en las universidades rusas. Hasta 1999 enseñó en la universidad, mientras que desde mediados de la década de 1990 fue consejero del comité de relaciones exteriores de la alcaldía de San Petersburgo, antigua Leningrado, de la que sería alcalde Vladímir Putin.

## Carrera política y Gazprom
En 1999 se mudó a Moscú cuando Vladímir Putin fue nombrado primer ministro por Borís Yeltsin. Medvédev fue jefe adjunto del gabinete. Con la presidencia de Vladímir Putin en enero de 2000 se cambió a la administración presidencial, de la que fue director adjunto. En las elecciones a inicios de 2000 dirigió la campaña electoral de Putin.
En 2001 Putin le confirió la responsabilidad para la ejecución de la reforma del servicio público. En 2002 fue el presidente del directorio de Gazprom, la compañía gasística estatal rusa y la más grande del mundo. En 2003 fue nombrado jefe de gabinete y en 2005 fue finalmente vice primer ministro a cargo de los programas sociales. Además de sus actividades en el gobierno de Putin desde el 28 de junio de 2002 es presidente del consejo de vigilancia de Gazprom.
Fue nombrado por Vladímir Putin el 14 de noviembre de 2005 jefe de gabinete adjunto del primer ministro. El 10 de diciembre de 2007 fue propuesto como candidato a presidente de Rusia por los partidos Rusia Unida, Rusia Justa, Fuerza Cívica y el Partido Agrario Ruso. Esta propuesta contaba con el apoyo de Vladímir Putin, el anterior presidente ruso, quien encabezó las listas electorales de Rusia Unida en las pasadas elecciones legislativas rusas de 2007.

## Campaña presidencial de 2008

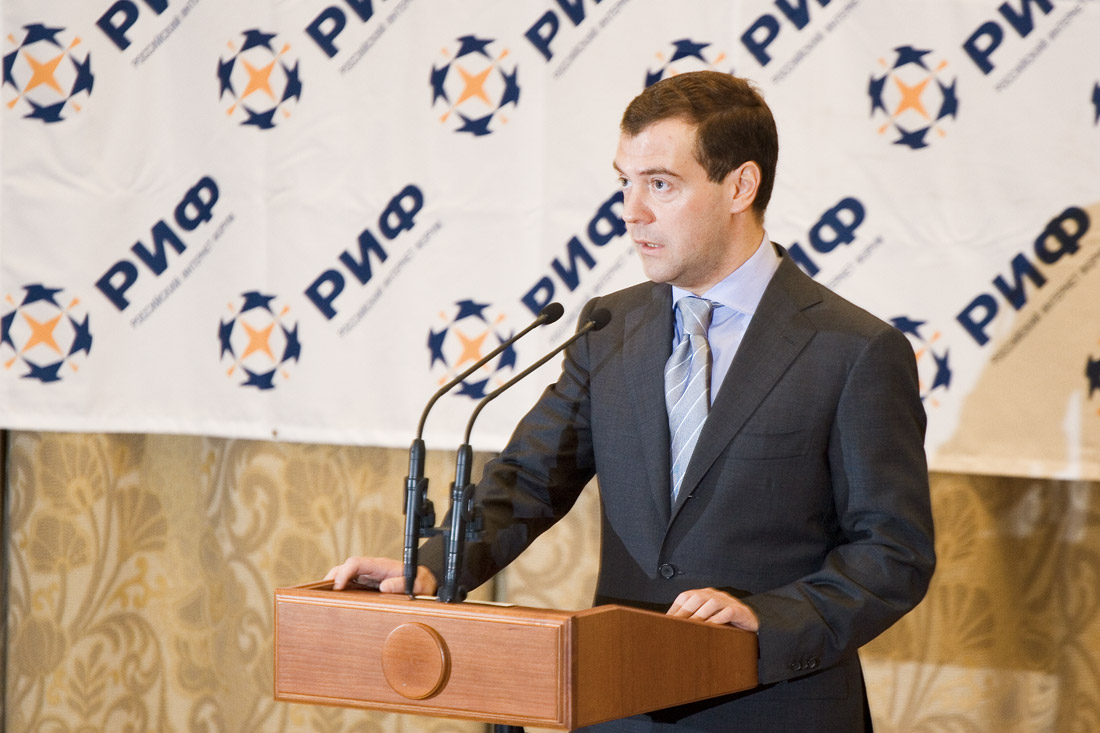
Medvédev en un Foro Ruso de Internet en abril de 2008.

A diferencia de Putin, no tiene ningún vínculo con el Servicio Federal de Seguridad, sucesora de la KGB, tampoco está afiliado a ningún partido político y se considera liberal y demócrata. Los partidos oficialistas Rusia Unida, Rusia Justa, el Partido Agrario Ruso y Fuerza Cívica, de los cuales Rusia Unida y Rusia Justa tienen la mayoría en la Duma Estatal, lo propusieron como candidato a la presidencia y sucesor de Putin, de quien recibió el apoyo.
Según los resultados de las elecciones presidenciales rusas del 2 de marzo de 2008, Medvédev ganó en la primera ronda con un 71,25% de los votos. El 7 de marzo fue oficialmente declarado presidente electo de Rusia. El 7 de mayo de 2008, una vez que se cumplieron cuatro años desde que el presidente saliente Putin comenzó su segundo mandato, a las doce en punto del mediodía, Dmitri Medvédev se convirtió en el nuevo presidente de Rusia. Con 42 años, era el presidente más joven desde 1917.

## Presidente de Rusia

### Designación de personal
El 8 de mayo de 2008 Dmitri Medvédev nombró a Vladímir Putin presidente del Gobierno (primer ministro) tal y como prometió durante su campaña electoral. El nombramiento fue aprobado por la Duma Estatal con amplia mayoría de 392–56, con sólo el Partido Comunista votando en contra.

### Política interior
En septiembre de 2008, Medvédev se convirtió en el primer líder ruso que visita la Máscara de la Tristeza, un monumento a los millones de personas que estuvieron prisioneras en los gulag soviéticos.
El traspaso de poder de la administración Putin a la de Medvédev se desarrolló entre diciembre de 2007 y marzo de 2008. Las elecciones al Parlamento del 7 de diciembre proporcionaron una victoria al partido Rusia Unida, con el 64% de los votos y 306 de los 450 escaños. El 2 de marzo, Dimitri Medvédev consiguió un 70% del voto popular. Tras estos resultados y como estaba previsto, Vladímir Putin, tomaba el cargo de primer ministro.
En 2009 se lanzó el programa de modernización Medvédev. Se trató de una iniciativa cuyo objetivo era modernizar la economía y la sociedad de Rusia, disminuir la dependencia del país de los ingresos del petróleo y el gas y crear una economía diversificada basada en alta tecnología e innovación. El programa se basó en las 5 principales prioridades para el desarrollo tecnológico del país: uso eficiente de la energía; tecnología nuclear; tecnología Información; tecnología médica y productos farmacéuticos; y tecnología espacial en combinación con las telecomunicaciones. Medvédev identificó cinco áreas clave para la modernización económica en las que se debía lograr avances: Eficiencia energética y nuevos combustibles, tecnologías médicas y productos farmacéuticos, ingeniería de energía nuclear, tecnologías de la información y Espacio y telecomunicaciones.
En 2009 el gobierno ruso presentó un plan nacional anticorrupción, seguido de una estrategia nacional en 2010. Desde esa fecha, la percepción de los ciudadanos sobre la corrupción ha ido mejorando paulatinamente. El 13 de abril de 2010, Medvédev firmó el decreto presidencial N°460 con idea de poner en marcha la estrategia, con actualizaciones bianuales del plan. El plan considera la corrupción "una amenaza sistémica" para el país y enfatiza la necesidad de involucrar al público en la lucha contra la corrupción. La estrategia estipula aumentos en las multas por corrupción y una mayor supervisión pública de los presupuestos del gobierno. El jefe de la administración presidencial Serguéi Narishkin se encargó de dar al gobierno de Medvédev actualizaciones anuales sobre el progreso con respecto a la estrategia. Según Gueorgui Satarov, presidente del grupo de expertos Indem, la introducción de la nueva estrategia "probablemente reflejó la frustración de Medvédev con el hecho de que el plan de 2008 había arrojado pocos resultados".
En 2009, Medvédev propuso una enmienda a la ley electoral que disminuiría el umbral de elección de la Duma estatal del 7% al 5%. La enmienda se convirtió en ley en la primavera de 2009. Las partes que reciban más del 5% pero menos del 6% de los votos tendrían ahora un escaño garantizado, mientras que las que recibiesen más del 6% pero menos del 7% obtendrán dos escaños. Estos asientos se asignarán antes de los asientos para las partes con más del 7% de apoyo.
Bajo la presidencia de Medvédev también se inició una reforma de la policía con el objeto de mejorar la eficiencia, disminuir la corrupción y mejorar la imagen pública de la aplicación de la ley. El 7 de febrero de 2011 se introdujeron modificaciones en las leyes sobre la fuerza policial, el código penal y el código de procedimiento penal. La nueva legislación entró en vigor el 1 de marzo de 2011. Estos cambios estipularon un recorte de personal del 20%, el cambio de nombre de los agentes de la ley rusos de militsiya (milicia) a politsiya (policía), aumento de los salarios, centralización de la financiación, entre otros cambios. Alrededor de 217 mil millones de rublos (7 mil millones de dólares) fueron asignados del presupuesto federal para financiar la reforma.

#### Protestas por un supuesto fraude electoral
Artículo principal: Protestas en Rusia de 2011

### Principales sucesos externos

#### Política armamentista

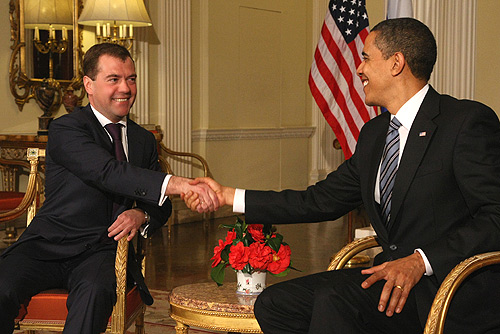
Dmitri Medvédev y Barack Obama, en Londres el 1 de abril de 2009.

En abril del año 2009 se reunió con el presidente de los Estados Unidos Barack Obama en Europa; en dicho encuentro estuvo de acuerdo en las conversaciones de control de armas con el fin de reducir los arsenales de armas y prevenir la propagación de armas nucleares a Irán y Corea del Norte.
El 23 de noviembre de 2011 Medvédev amenaza con abandonar el tratado START III[cita requerida] de desarme nuclear en diciembre del mismo año, en caso de que Estados Unidos no revierta la instalación de componentes de su sistema de defensa contra misiles en Europa, lo que los militares rusos califican de una amenaza para la seguridad de este país.
Los planes de Estados Unidos para su escudo antimisiles en Europa, en apretada síntesis, incluyen emplazar complejos de cohetes antiaéreos Patriot PAC-3 en Polonia (2010); una estación de radares AN/TPY-2 en Turquía (2011); cuatro buques de guerra con misiles SM-3 IA en España (2013); un complejo terrestre Aegis con misiles SM-3 IB en Rumania (2015), y un complejo terrestre Aegis con misiles SM-3 Block IIA en Polonia (2018). Todos estos componentes se irán renovando con versiones más recientes hacia 2020.
A pesar de la amenaza del presidente ruso de atacar el sistema antimisiles de la OTAN, y abandonar el tratado START si los Estados Unidos no cumpliesen con lo dictado por Medvédev, la secretaria de Estado de los Estados Unidos Hillary Clinton, afirmó (el 8 de diciembre) que a pesar de las objeciones de Rusia, la OTAN continuará con su sistema de defensa antimisiles en territorio europeo y que dicho escudo no está dirigido a Rusia sino que está emplazado con motivo de defenderse de una posible agresión por parte de Irán.

#### Apoyo a Siria e Irán
Rusia fue el Estado que apoyó a Siria vetando una resolución (junto a China) en la asamblea del Consejo de Seguridad de Naciones Unidas, en la cual la que se trataba de sancionar a Siria para que frene su represión violenta con ya 3500 muertes que van desde el estallido de la crisis en Siria contra el régimen del presidente sirio Bashar Al Assad. Su argumento fue el de una solución pacífica al conflicto sin intervenciones como fue la de Libia en la que se terminó derrocando al líder libio Muamar el Gadafi. Por su parte China opinó lo mismo que su par euroasiático en buscar una solución que no lleve una solución de más violencia a los sucesos de guerra interna que se viven en Siria.
Para evitar que se llegue a un ataque a dicha nación árabe Rusia envió buques de guerra a dicha nación aliada, por su parte Estados Unidos envió al portaaviones USS George H. W. Bush cerca de las costas sirias.
Por el lado de las tensas relaciones entre Israel e Irán, Rusia manifestó su apoyo a Irán con una respuesta militar y una guerra nuclear si las fuerzas armadas del estado hebreo atacasen a Irán. Dichas tensas relaciones vienen declinando desde el año 2010 hasta el año 2011 y aún continúan. “Sería un error muy grave con consecuencias impredecibles”, dijo el canciller ruso Serguéi Lavrov tras la amenaza del presidente israelí Shimon Peres de que un ataque contra Irán es una opción cada vez más probable. Medvédev añadió que el peor escenario posible" para Oriente Próximo, porque "todos están tan cerca que nadie saldría indemne". "Si tiene lugar un conflicto de este tipo y hay un ataque, se puede esperar cualquier cosa, incluido el uso de armas nucleares. Y un ataque nuclear en Oriente Próximo significa una catástrofe global. Muchas muertes", dijo. Además, Medvédev afirmó no tener certeza sobre la posibilidad o no de un ataque israelí contra las instalaciones nucleares iraníes.

## Primer ministro
Al tomar posesión de la presidencia, Putin nombró a Medvédev presidente del gobierno (primer ministro) de Rusia, y personalmente presentó esa designación al Parlamento para su aprobación o ratificación. 
El 8 de mayo de 2012, la Duma Estatal (Cámara Baja del Parlamento ruso) ratificó el nombramiento de Medvédev; 299 diputados de la Duma votaron a favor de aprobar el nombramiento de Medvédev, y 144 diputados votaron en contra. La Constitución de Rusia estipula que para ratificar o aprobar el nombramiento del presidente del Gobierno es necesaria la mayoría absoluta, es decir, al menos «la mitad más uno» de los diputados; como la Duma tiene un total de 450 diputados, son necesarios los votos de 226 diputados. Los partidos Rusia Unida (de Medvédev y Putin) y Partido Liberal-Demócrata de Rusia (ultranacionalista populista) votaron a favor de la ratificación de Medvédev; Los partidos Rusia Justa (de centro-izquierda) y el Partido Comunista de la Federación Rusa votaron en contra.
El día 15 de enero de 2020 anunció su dimisión, junto con la de todo su gobierno, y fue sucedido el 16 de enero de 2020 por Mijaíl Mishustin. En ese momento pasó a ocupar el cargo de  vicepresidente del Consejo de Seguridad.

## Vicepresidente del Consejo de Seguridad (2020-presente)
En febrero de 2022, después de que Rusia fuese suspendida del Consejo de Europa debido a la invasión de Ucrania, Medvédev anunció la intención de Rusia de retirarse de la organización y declaró que mientras la decisión de suspender a Rusia fue "injusta", también fue una "buena oportunidad" para restablecer la pena de muerte en Rusia.
Medvédev también afirmó que Rusia no necesitaba relaciones diplomáticas con Occidente y que las sanciones impuestas al país le dieron una buena razón para retirarse del diálogo sobre estabilidad nuclear Nuevo START.
En respuesta a la invasión rusa de Ucrania, el 6 de abril de 2022, la Oficina de Control de Activos Extranjeros del Departamento del Tesoro de los Estados Unidos agregó a Medvédev a su lista de personas sancionadas de conformidad con la Orden Ejecutiva.
El 6 de julio, Medvédev escribió en Telegram que sería "una locura crear tribunales o cortes para la llamada investigación de las acciones de Rusia", alegando que la idea de "castigar a un país que tiene uno de los mayores potenciales nucleares" podría plantear potencialmente "una amenaza para la existencia de la humanidad". Medvédev acusó a Estados Unidos de crear "caos y devastación en todo el mundo bajo el pretexto de la 'verdadera democracia'", y concluyó su mensaje diciendo que "Estados Unidos y sus títeres inútiles deberían recordar las palabras de la Biblia: 'No juzguen, para que no ser juzgado; para que un día el gran día de su ira no llegue a la casa de ellos, y ¿quién podrá sostenerse en pie?'"
A fines de julio de 2022, Medvédev compartió un mapa en Telegram que mostraba a Ucrania, incluidos sus territorios ocupados, absorbidos principalmente por Rusia, así como Polonia, Rumania y Ucrania. Medvédev fue entrevistado extensamente por Darius Rochebin de la cadena de televisión francesa La Chaîne Info el 27 de agosto de 2022. El 22 de septiembre de 2022, Medvédev dijo que cualquier arma en el arsenal de Rusia, incluido el arma nuclear estratégica, podría usarse para proteger los territorios anexos a Rusia de Ucrania. También dijo que los referéndums organizados por autoridades separatistas e instaladas por Rusia se llevarían a cabo en grandes extensiones del territorio ucraniano ocupado por Rusia, y que "no había vuelta atrás"

## Vida personal
Medvédev está casado desde 1989 con la maestra Svеtlana Medvédeva (nacida Línnik) y tienen un hijo que nació en 1996 de nombre Iliá.
Medvédev es un reconocido aficionado del club de fútbol Zenit de San Petersburgo y preside el "Club de aficionados VIP" de ese equipo.
Medvédev habla inglés, además de su ruso nativo, pero en las entrevistas sólo habla en ruso.